# 1920 en bande dessinée
| Années de la bande dessinée : 1917 - 1918 - 1919 - 1920 - 1921 - 1922 - 1923    |
| Décennies de la bande dessinée : 1890 - 1900 - 1910 - 1920 - 1930 - 1940 - 1950 |

Cet article présente les faits marquants de l'année 1920 en bande dessinée.

## Évènements
- 16 octobre : Retour des Aventures de Timothée dans les pages du quotidien québécois La Patrie avec un nouvel auteur, Arthur Lemay.

## Nouveaux albums
Voir aussi : Albums de bande dessinée sortis en 1920
| Sortie | Titre       | Scénariste | Dessinateur | Coloriste | Éditeur |
| ------ | ----------- | ---------- | ----------- | --------- | ------- |
| ?      | à compléter |            |             |           |         |
| ?      | …           |            |             |           |         |

## Naissances
- 17 janvier : Georges Pichard, dessinateur et scénariste français (Blanche Épiphanie, Ténébrax, Paulette, Caroline Choléra)
- 5 février : George Evans, dessinateur de comics
- 17 février : Curt Swan, dessinateur de comics (un des plus importants dessinateurs de Superman)
- 3 mars : Ronald Searle
- 14 mars : Hank Ketcham, auteur de la série Denis la Malice
- 30 mars : Tex Blaisdell, auteur de comics
- 14 avril : Sheldon Moldoff
- 3 juin : Pierdec
- 9 juin : Ray Herman, éditrice et scénariste de comics
- 12 juin : Dave Berg, auteur de comics
- 3 juillet : Eddy Paape, auteur  belge (Jean Valhardi, Marc Dacier, Tommy Banco)
- 7 juillet : Al Avison
- 8 août : Bob Gustafson, auteur de comics
- 26 août : Brant Parker, auteur de comics
- 10 septembre : Art Sansom, auteur de comic strip († 4 juillet 1991).
- 20 octobre : Nick Cardy
- 23 octobre : Bob Montana, auteur de comics
- 23 novembre : Jean Gourmelin
- 10 décembre : Dan Spiegle, auteur de comics († 28 janvier 2017).
- 15 décembre : Kurt Schaffenberger, dessinateur de comics
- Al Peclers

## Décès
- 5 novembre : Henri de Sta